# Cascina Roccafranca
La Cascina Roccafranca è una cascina storica di Torino, situata nel quartiere Mirafiori Nord.

## Storia
La cascina venne costruita nella prima metà del XVII secolo (l'impostazione seicentesca è evidente dalle tre elevazioni fuori terra della villa rispetto ai bassi rustici). Di proprietà della Compagnia della Concezione, fu da essa venduta nel 1689 al signor Ballardi, il quale, nel 1734, riceverà l'investitura del titolo "conte di Roccafranca", con feudo comprendente il Gerbido tra le odierne vie Tirreno, Arbe, Veglia, Strada del Barocchio e Corso Orbassano. Nella Carta della Montagna (1694-1703), la “Cassina Belarde” si presenta come costruzione campestre a corte chiusa e dalla planimetria ad “L” .
Nel 1790, l’architetto Giovanni Amedeo Grossi la illustra come segue: “cascina dell’illustrissimo signor Conte di Roccafranca situata alla destra della strada d’Orbassano, e lungo la strada, che tende al Gerbo vicino all’Anselmetti, lungi due miglia e mezzo da Torino”.
Agli inizi dell'Ottocento, l'aggiunta di una manica rese "a C" la pianta. La Mappa Napoleonica del 1805 documenta questa novità, denominando "Ferme Rocafranca" il complesso .
Nel 1840, la Topografia della città e del territorio di Torino (firmata da Antonio Rabbini) fa risultare alla baronessa Chionio la proprietà, in séguito ulteriormente ampliata.
Negli anni 1930, lavoratori di fabbriche cittadine quali FIAT e Lancia dimorarono in cascina.
Durante i bombardamenti della Seconda guerra mondiale, i danni furono lievi.
Nel 1957, dalle originali 96 "giornate" il terreno agricolo si ridusse a 35 di esse e negli anni ’70 diminuì ulteriormente a causa dello sviluppo residenziale: ciò portò all'abbandono progressivo della cascina.
A fine settembre 2002, il Comune acquistò il bene e sotto la promozione del programma Urban 2 dell'Unione Europea, dal 2004 la struttura venne recuperata e riqualificata .
La cascina come centro civico è stata inaugurata il 18 maggio 2007 .

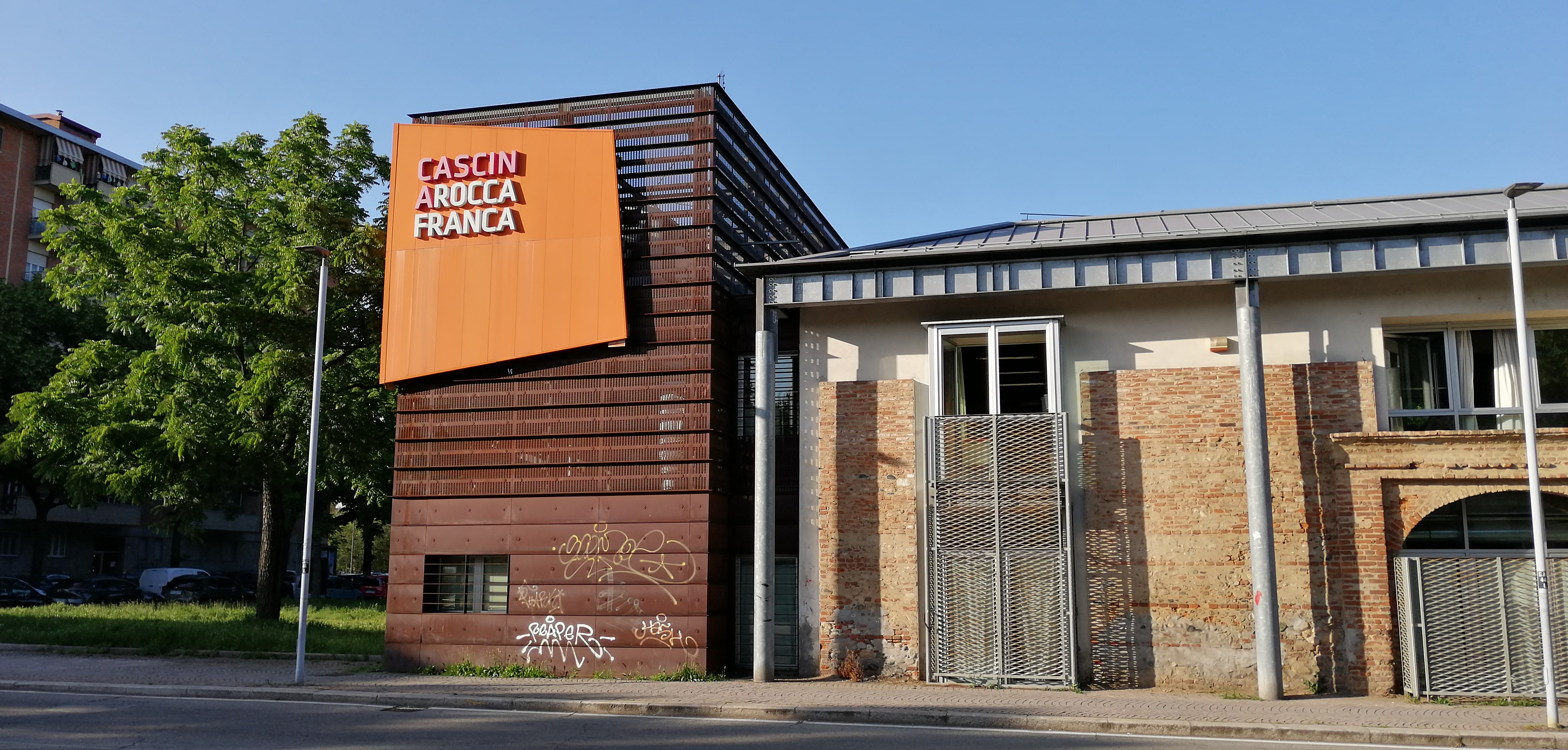
La cascina vista da Via Paolo Gaidano

Sono qui ospitate due sedi: quella circoscrizionale dell'Ecomuseo Urbano di Torino, e quella delle "Case del Quartiere" APS (rete cittadina che include la cascina stessa, prima "Casa" creata) .